# 艾明莫爾
在托爾金的奇幻文學裡，艾明莫爾（英語：Emyn Muil）是第三紀元中土大陸的一處山脈。位於剛鐸的北面邊界，安都因河和拉洛斯瀑布的附近；該處為充滿岩石、深谷的荒涼地帶，很少有樹木或植物在當地生長。「Emyn Muil」為辛達語，意為「淒涼的山丘」。
第三紀3019年，持有魔戒的佛羅多與山姆在前往魔多途中穿越艾明莫爾，因該地複雜的地形而迷了路，之後遇見咕嚕，在其帶路下才走出艾明莫爾。

## 改編

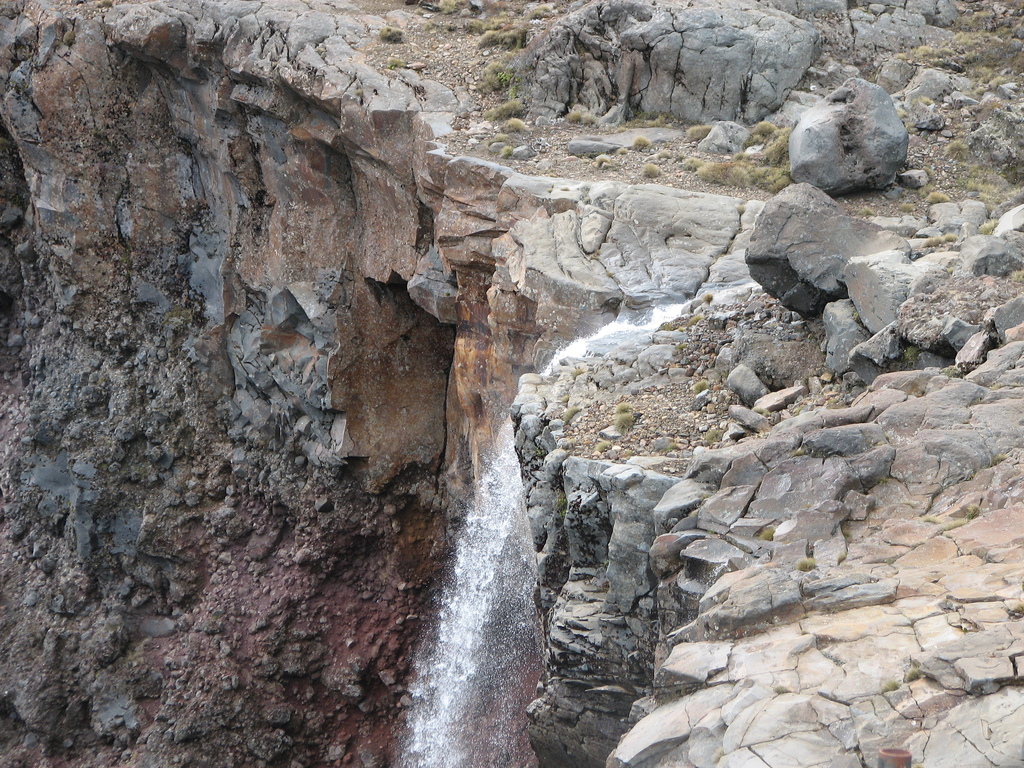
圖為魔戒電影中艾明莫爾相關場景的拍攝地點——紐西蘭魯瓦皮胡山。該處同時也是末日火山和孤山的取景地。

於彼得·傑克森的電影《魔戒二部曲：雙城奇謀》中，艾明莫爾的取景地是東格里羅國家公園的魯瓦皮胡山（Mt. Ruapehu）。

## 外部連結
- 艾明莫爾 （页面存档备份，存于）在阿爾達百科全書上的條目（英文）
- 艾明莫爾 （页面存档备份，存于）在Tolkien Gateway上的條目（英文）